# Saut en longueur masculin aux Jeux olympiques d'été de 1964
Pour un article plus général, voir Athlétisme aux Jeux olympiques d'été de 1964.
Navigation
Rome 1960 Mexico 1968
L'épreuve du saut en longueur masculin aux Jeux olympiques de 1964 s'est déroulée le 18 octobre 1964 au Stade olympique national de Tokyo, au Japon. Elle est remportée par le Britannique Lynn Davies.

## Résultats

### Finale
| Rang               | Athlète            | Essais | Essais | Essais | Essais | Essais | Essais | Marque | Note |
| Rang               | Athlète            | 1      | 2      | 3      | 4      | 5      | 6      | Marque | Note |
| ------------------ | ------------------ | ------ | ------ | ------ | ------ | ------ | ------ | ------ | ---- |
| Médaille d'or      | Lynn Davies        | 7,45   | X      | 7,59   | 7,78   | 8,07   | 7,74   | 8,07   |      |
| Médaille d'argent  | Ralph Boston       | 7,76   | 7,85   | 7,62   | 7,88   | X      | 8,03   | 8,03   |      |
| Médaille de bronze | Igor Ter-Ovanesian | 7,78   | X      | 7,64   | 7,80   | 7,99   | 7,81   | 7,99   |      |
| 4                  | Wariboko West      | 7,56   | 7,51   | 7,50   | 7,40   | 7,60   | X      | 7,60   |      |
| 5                  | Jean Cochard       | X      | X      | 7,44   | 7,43   | 7,26   | 7,10   | 7,44   |      |
| 6                  | Luis Felipe Areta  | 7,20   | 7,31   | 7,34   | 5,16   | X      | 6,99   | 7,34   |      |
| 7                  | Michael Ahey       | 6,99   | 7,00   | 7,30   |        |        |        | 7,30   |      |
| 8                  | Andrzej Stalmach   | 7,26   | 7,10   | X      |        |        |        | 7,26   |      |
| 9                  | Hiroomi Yamada     | 6,94   | X      | 7,16   |        |        |        | 7,16   |      |
| 10                 | Wolfgang Klein     | 7,06   | 7,13   | 7,15   |        |        |        | 7,15   |      |
| 11                 | John Morbey        | 7,09   | 6,91   | 6,77   |        |        |        | 7,09   |      |

### Qualifications
La limite de qualification est fixée à 7,60 m ou les douze meilleurs sauts.
| Rang | Athlète               | Pays                       | Marque | Saut 1 | Saut 2 | Saut 3 |
| ---- | --------------------- | -------------------------- | ------ | ------ | ------ | ------ |
| 1    | Ralph Boston          | États-Unis                 | 8.03 m | 8.03   | —      | —      |
| 2    | Lynn Davies           | Royaume-Uni                | 7.78 m | 7.39   | X      | 7.78   |
| 3    | Igor Ter-Ovanesyan    | Union soviétique           | 7.78 m | 7.78   | —      | —      |
| 4    | Gayle Hopkins         | États-Unis                 | 7.67 m | 7.67   | —      | —      |
| 5    | Wariboko West         | Nigeria                    | 7.62 m | 7.62   | —      | —      |
| 6    | Wolfgang Klein        | Équipe unifiée d'Allemagne | 7.59 m | 7.59   | X      | 7.54   |
| 7    | John Michael Morbey   | Royaume-Uni                | 7.56 m | X      | X      | 7.56   |
| 8    | Michael Ahey          | Ghana                      | 7.53 m | 7.21   | 7.26   | 7.53   |
| 9    | Jean Cochard          | France                     | 7.52 m | 6.96   | X      | 7.52   |
| 10   | Luis Felipe Areta     | Espagne                    | 7.46 m | 7.31   | 7.46   | 7.34   |
| 11   | Andrzej Stalmach      | Pologne                    | 7.46 m | 7.27   | 7.46   | X      |
| 12   | Yamada Hiroomi        | Japon                      | 7.46 m | X      | 7.46   | X      |
| 13   | Pentti Eskola         | Finlande                   | 7.43 m | 7.43   | 7.35   | X      |
| 14   | Antanas Vaupshas      | Union soviétique           | 7.43 m | X      | X      | 7.43   |
| 15   | Leonid Barkovskiy     | Union soviétique           | 7.39 m | 7.30   | 7.39   | X      |
| 16   | Sungay Akpata         | Nigeria                    | 7.34 m | X      | X      | 7.34   |
| 17   | Raitcho Stoytchev     | Bulgarie                   | 7.33 m | X      | 7.33   | 7.29   |
| 18   | Hans-Helmut Trense    | Équipe unifiée d'Allemagne | 7.30 m | 7.09   | 7.20   | 7.30   |
| 19   | Wellesley Clayton     | Jamaïque                   | 7.28 m | 6.75   | X      | 7.28   |
| 20   | Kawazu Koro           | Japon                      | 7.28 m | 7.28   | X      | X      |
| 21   | Klaus Beer            | Équipe unifiée d'Allemagne | 7.27 m | X      | 7.25   | 7.27   |
| 22   | Fred Alsop            | Royaume-Uni                | 7.26 m | 7.26   | X      | X      |
| 22   | Phillip Shinnick      | États-Unis                 | 7.26 m | 7.26   | X      | X      |
| 24   | Alain Lefèvre         | France                     | 7.24 m | 6.77   | X      | 7.24   |
| 25   | Dimos Manglaras       | Grèce                      | 7.21 m | 7.06   | 7.11   | 7.21   |
| 26   | Takayanagi Satoshi    | Japon                      | 7.15 m | 7.15   | X      | X      |
| 27   | Ian Tomlinson         | Australie                  | 7.07 m | 7.07   | X      | X      |
| 28   | Henrik Kalocsai       | Hongrie                    | 6.99 m | 6.94   | 6.99   | X      |
| 29   | S. Bondada Venkata    | Inde                       | 6.76 m | X      | 6.76   | X      |
| 30   | David Samuel Cruz     | Porto Rico                 | 6.74 m | X      | 6.74   | 6.72   |
| 31   | Chu Ming              | Hong Kong                  | 6.41 m | 6.41   | X      | 4.91   |
| 32   | Iftikhar Shah         | Pakistan                   | -      | X      | X      | X      |
| —    | Joseph Adjei          | Ghana                      | DNS    | —      | —      | —      |
| —    | Constantin Badea      | Roumanie                   | DNS    | —      | —      | —      |
| —    | William Kamanyi       | Ouganda                    | DNS    | —      | —      | —      |
| —    | George Ogan           | Nigeria                    | DNS    | —      | —      | —      |
| —    | Samir Ambrose Vincent | Irak                       | DNS    | —      | —      | —      |

## Légende
Records et Performances
- AR : Record continental (area record)
- CR : Record des championnats (championship record)
- MR : Record du meeting (meet record)
- NR : Record national (national record)
- OR : Record olympique (olympic record)
- PR : Record paralympique (paralympic record)
- PB : Record personnel (personal best)
- SB : Meilleure performance personnelle de la saison (season's best)
- WL : Meilleure performance mondiale de l'année (world leader)
- WJR : Record du monde junior (world junior record)
- WR : Record du monde (world record)

Circonstances et Conditions
- DNF : N'a pas terminé (did not finish)
- DNS : N'a pas pris le départ (did not start)
- DQ : Disqualification (disqualification)
- NM : Aucun essai valable enregistré (No Mark)
- Q : Qualifié « directement » au prochain tour (ou à la prochaine compétition), lors d'une compétition majeure, grâce au classement ou à la réalisation des minima (automatic qualifier)
- q : Qualifié au prochain tour (ou à la prochaine compétition), lors d'une compétition majeure, grâce au repêchage ou à la réalisation de l'une des meilleures performances parmi celles des « non qualifiés directement » (grâce au meilleur temps ou à la meilleure distance par exemple) (secondary qualifier)